# Alaíde Foppa
Pour les articles homonymes, voir Foppa.
Alaíde Foppa (1914 – v. 1980?) est une poétesse, écrivaine, féministe, critique d'art, enseignante et traductrice. Née à Barcelone, en Espagne, elle a la nationalité guatémaltèque et vit en exil au Mexique. Elle travaille comme professeur au Guatemala et au Mexique. Une grande partie de sa poésie est publiée au Mexique et elle cofonde l'une des premières publications féministes, Fem (en), dans le pays. Après la mort de son mari, elle se rend au Guatemala pour voir sa mère et renouveler son passeport. Elle est arrêtée et disparaît dans la ville de Guatemala le 19 décembre 1980, peut-être assassinée. Certaines sources notent la date de sa disparition au 9 décembre 1980. 

## Biographie
María Alaíde Foppa Falla est née le 3 décembre 1914 à Barcelone, en Espagne, de Tito Livio Foppa et Julia Falla. Sa mère est une pianiste d'origine guatémaltèque et son père est un diplomate argentino-italien,. Elle grandit en voyageant, vivant en Belgique, en France et en Italie. Elle fait ses études d'histoire de l'art et de littérature en Italie. Elle parle couramment l'italien et travaille pendant plusieurs années comme traductrice. 
Dans les années 1940, Foppa obtient la citoyenneté guatémaltèque et épouse un gauchiste guatémaltèque, Alfonso Solórzano. Membre de la FDN, c'est un « communiste intellectuel » qui dirige l'Institut guatémaltèque de sécurité sociale. Solórzano sert aussi comme conseiller de cabinet au président guatémaltèque Jacobo Árbenz. Avec Solórzano, elle a quatre enfants, nés au Mexique : Mario, Juan Pablo, Silvia et Laura. 
Foppa fait partie de la faculté du département des sciences humaines de l'Université de San Carlos de Guatemala et est l'un des fondateurs de l'Institut culturel italien dans les pays d'Amérique centrale. Elle et son mari sont forcés de fuir le pays en 1954 lorsque la présidence de Jacobo Árbenz est renversé par un coup d'État militaire soutenu par la CIA. 
Foppa vit en exil au Mexique, travaillant comme professeure à l'Université nationale autonome du Mexique (UNAM), où elle enseigne l'italien à l'École de Philosophie et de Lettres et offre le tout premier cours dans une université latino-américaine sur la sociologie des femmes. Elle donne des conférences dans d'autres institutions, publie des chroniques et est critique d'art dans les journaux locaux et elle a écrit une grande partie de sa poésie à Mexico. On pense qu'à part un volume intitulé Poesías imprimé à Madrid et La Sin Ventura publié au Guatemala, toutes ses autres œuvres poétiques sont publiées au Mexique, bien qu'elle en ait écrit et édité certaines à la ferme de sa famille dans le département de Sacatepéquez, tout en visitant sa mère. 
En 1972, elle créé l'émission de radio Foro de la Mujer (Forum des femmes) qui est diffusée sur Radio Universidad, pour discuter des inégalités au sein de la société mexicaine, de la violence et de la manière dont la violence doit être traitée comme une préoccupation publique plutôt que privée, et pour explorer la vie des femmes. En 1975, elle cofonde avec Margarita García Flores (en) la publication Fem, un magazine pour l'analyse scientifique des questions d'un point de vue féministe. Foppa finance la publication sur ses propres fonds. D'importants journalistes et intellectuels mexicains contribue également à la co-fondation du magazine. Au début des années 1980, de nombreux latino-américains éminents ne s'identifiaient pas au « féminisme » mais plutôt à « l'humanisme », comme dans le cas de Griselda Álvarez (en) lorsque Fem lui a demandé. 
Foppa participe également régulièrement à des événements avec Amnesty International et l'Association internationale des femmes contre la répression (AIMUR). Avec d'autres membres de la communauté intellectuelle guatémaltèque, Foppa dénonce le gouvernement pour violations des droits de l'homme et son nom commence à apparaître sur les listes de « subversifs ».

## Disparition
Lorsque son mari Solórzano est renversé par une voiture, Foppa repart pour le Guatemala apparemment pour rendre visite à sa mère et renouveler son passeport mais on pense qu'elle avait décidé de travailler pour les guérilleros. Selon un récit, elle s'engage en tant que courier pour la guérilla dans la ville de Guatemala, où elle est rapidement capturée par les forces de sécurité gouvernementales. Ses deux fils Mario et Juan Pablo, bien que nés au Mexique, reviennent combattre avec les forces de la guérilla au Guatemala et sont tués. Sa fille, Silvia, qui soutient également les rebelles, se cache à Cuba pendant un certain temps et au moment de la disparition de Foppa, elle est enfin revenue au Guatemala. 
Laura, la fille de Foppa, est danseuse et se produit dans une production au Covarrubias Theatre qui doit ouvrir le 21 décembre 1980. Lorsqu'elle appelle pour vérifier que sa mère sera bien de retour pour le spectacle, elle apprend par sa grand-mère la disparition de sa mère avec son chauffeur, Leocadio Axtún Chiroy. Le fils aîné, Julio Solórzano Foppa, reçoit un appel de Laura qui lui annonce la nouvelle et sa fille aînée, Silvia apprend la disparition de sa mère à la radio dans son camp de guérilla dans les montagnes d'El Quiché. 
Foppa est apparemment allée acheter des fleurs et récupérer son passeport à Guatemala le 19 décembre 1980. Elle est accompagnée du chauffeur de sa mère, Leocadio Axtún, qui l'emmène à la Plaza El Amate, où ils sont interceptés et disparaissent. Selon des rumeurs, elle est torturée par un escadron de la mort d'un ministre de haut rang et tuée le jour même de sa capture. Initialement, les journaux publie un rapport selon lequel elle a été enlevée par des membres de l'unité de renseignement G-2, battue et forcée à monter dans une voiture, mais craignant des représailles, les témoins ne se sont pas manifestés. 
Lorsque la nouvelle de la disparition arrive chez ses amis et sa famille, ces derniers se mobilisent. Sa fille Laura, qui a remporté une bourse pour étudier la danse à New York, profite de ce voyage pour visiter à la fois les Nations Unies et le bureau des droits de l'homme de l'Organisation des États américains. Julio s'envole lui pour Paris et, avec l'aide d'amis, obtient une audience auprès de l'Assemblée législative afin de faire pression sur le gouvernement guatémaltèque. Des amis écrivent des lettres et forment des comités pour demander des mesures aux autorités guatémaltèques,. 
Julio rentre au Mexique et rencontre Jorge Castañeda y Álvarez de la Rosa (en), secrétaire mexicain des Affaires étrangères. Le président mexicain Jose Lopez Portillo autorise une commission composée de juristes, de journalistes et des enfants de Foppa à enquêter sur la disparition ; cependant, juste avant le départ du groupe, une menace voilée est reçue leur disant qu'ils sont les bienvenus, mais que « le communisme international, dans ses efforts pour faire paraître le gouvernement guatémaltèque mauvais, peut faire... arriver le mal jusqu'à eux ». Le groupe décide finalement que le risque encouru est trop grand, car Foppa est probablement déjà morte. 
Le 2 décembre 1999, les enfants de Foppa demandent à l'Audiencia Nacional d'Espagne d'ouvrir une enquête. Bien qu'une affaire soit ouverte, les autorités guatémaltèques ne répondent pas. En 2005, une explosion dans un poste de police obscur à la périphérie de la ville de Guatemala révèle des archives remontant à la création en 1880 de la police nationale. Les équipes médico-légales commencent à examiner les documents dans les archives de la police nationale du Guatemala, et Julio Solórzano cherche s'assurer que les documents restent accessibles. Il contacte Karen Engle au Rapoport Center for Human Rights de l'Université du Texas et les persuadent de numériser les documents. Il espère que les archives contiennent des informations sur le cas de sa mère. 
En 2010, la famille de Foppa, le Grupo de Apoyo Mutuo (GAM) (Groupe de soutien mutuel) et le Centro de Reportes Informativos sobre Guatemala (CERIGUA) (Centre de rapports d'information sur le Guatemala) et d'autres organisations demandent qu'une enquête sur la disparition de Foppa soit lancée par les autorités guatémaltèques,. En 2012, la Commission interaméricaine des droits de l'homme (CIDH) dépose une plainte contre l'inaction du Guatemala dans cette affaire. En 2014 est sorti un documentaire de Maricarmen de Lara intitulé ¡Alaíde Foppa, la sin ventura! (Alaide Foppa, sans chance). 

## Œuvres choisies
- Poesías, 1945
- La Sin Ventura, 1955
- Los dedos de mi mano, 1958
- Aunque es de noche, 1962
- Guirnalda de primavera, 1965
- Elogio de mi cuerpo, 1970
- Las palabras y el tiempo, 1979